# Filippo Brunetti

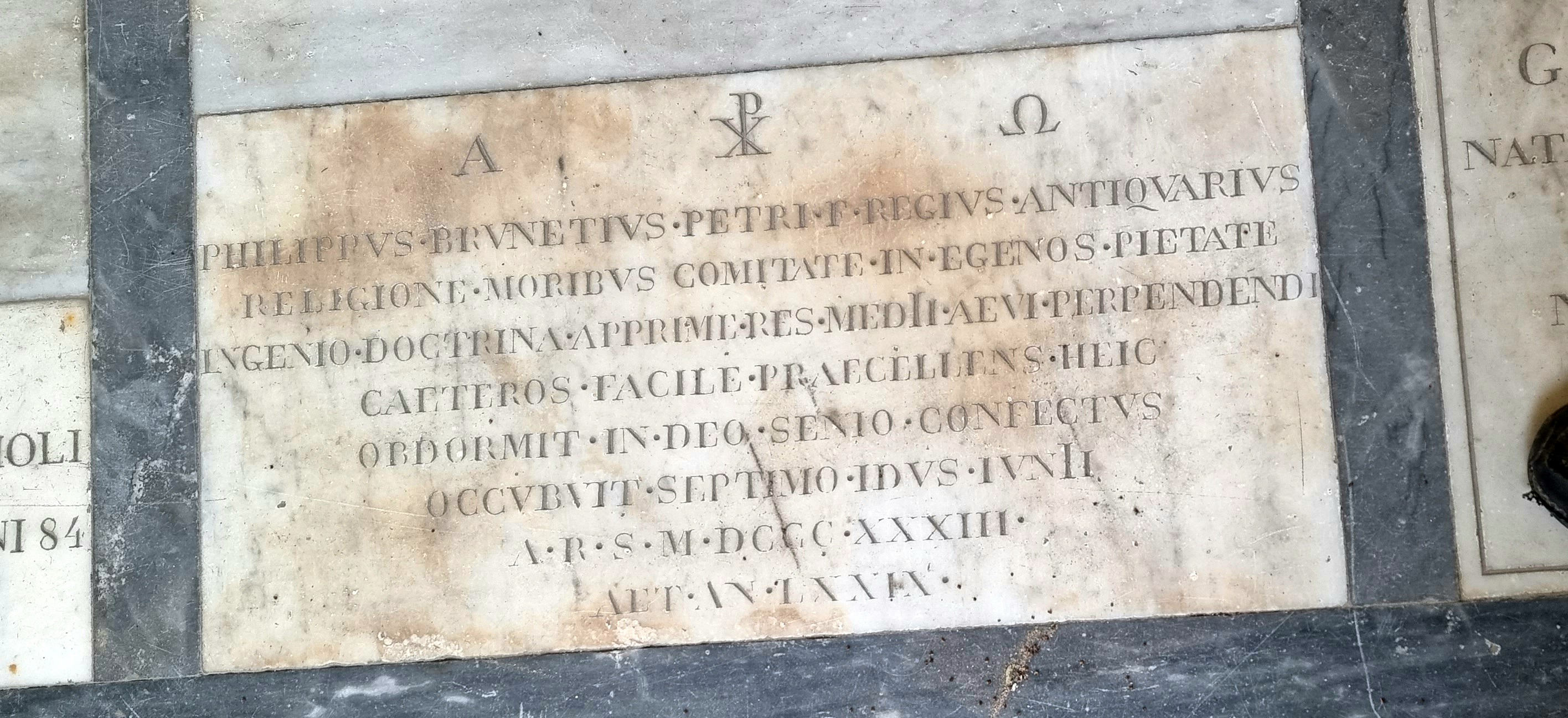
Lapide sepolcrale di Filippo Brunetti, Chiesa di Santa Felicita, Firenze

Filippo Brunetti (Castelnuovo di Val di Cecina, ... – ...; fl. XVIII-XIX secolo) è stato un archivista e giurista italiano e custode dell'"Archivio della Segreteria vecchia" che conteneva molti importanti documenti della vecchia amministrazione medicea.

## Biografia
Brunetti fu nominato custode nel 1780 quando ormai i problemi più pressanti nella successione del Granducato di Toscana, tra la famiglia Medici e i Lorena (più precisamente tra Gian Gastone, l'ultimo dei Medici e Pietro Leopoldo) si erano risolti.
Fu anche l'autore del Codice diplomatico toscano (Codice diplomatico toscano compilato dal R. antiquario Filippo Brunetti), la cui prima parte fu pubblicata nel 1808, e la seconda nel 1833.
Nell'Archivio della Segreteria vecchia erano conservati documenti e archivi tra cui i seguenti:
- Mediceo del Principato, per il periodo: sec. XVIII
- Miscellanea Medicea, per il periodo: sec. XVIII
- Mediceo avanti il Principato, per il periodo: sec. XVIII
- Propositura di S. Stefano di Prato, per il periodo: sec. XVIII
- Ducato di Urbino, per il periodo: sec. XVIII
- Accolti, per il periodo: sec. XVIII

Nei mesi di ottobre e novembre 1823 compilò il "Catalogo duplice dei codici, manoscritti, libri e componenti l'archivio dell'Imperiale e Reale Deputazione sulla Nobiltà e del soppresso Archivio Segreto detto di Palazzo al quale furono riuniti i fogli dell'antiquario Giovanni Battista Dei che formano la classe XV del dipartimento delle Riformagioni".
Lapide e sepoltura presso sagrato della Chiesa di Santa Felicita a Firenze